# Митусева къща
Митусевата къща (на гръцки: Αρχοντικό Μπατρίνου) е възрожденска къща в град Костур, Гърция.

## Местоположение
Къщата е разположена в южната традиционна махала Долца (Долцо), на улица „Капетан Лазос“ № 7 срещу Батриновата къща.

## История
Построена е в 1860 година. В 1965 година сградата е обявена за паметник на културата.

## Архитектура
В архитектурно отношение е триетажна сграда и принадлeжи към типа квадратни сгради с вписан кръст. Реставрирана е от община Костур.